# Instituto Internacional del Teatro

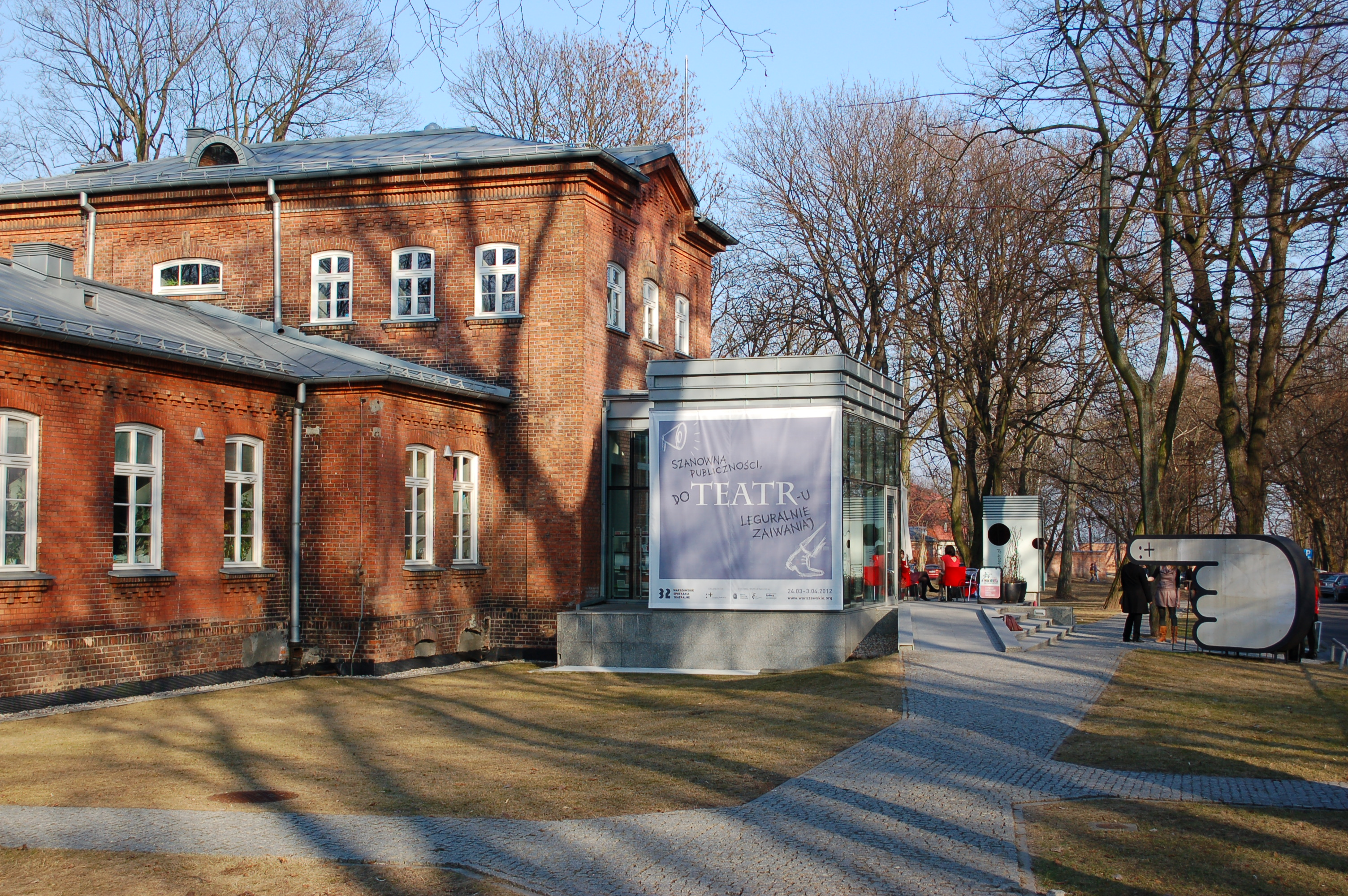
Instituto Teatralny im. Zbigniew Raszewskiego y la Biblioteca de Medicina de Główna. Estanislao Konopki.

El Instituto Internacional del Teatro (ITI) es una de las organizaciones de artes escénicas más relevantes del mundo. Fue fundada en 1948 por profesionales del teatro y la danza y la UNESCO. Está dedicado al conjunto de las artes escénicas, y recoge los objetivos de UNESCO de entendimiento y paz y avoca por la protección y promoción de toda expresión cultural y artística, sin importancia de edad, género, credo o etnia. Trabaja a estos fines de manera tanto a nivel nacional como internacional en las áreas de las artes aplicadas, colaboración e intercambio internacional, y formación de juventud. El ITI organiza el Día Internacional de la Danza y el Día Mundial del Teatro cada año en la sede de la Unesco en París.

## Objetivos
Para conseguir su misión, el Instituto Internacional del Teatro tiene por objetivos:
- Respalda la iniciativa y la creación en el campo de las artes escénicas vivas (teatro, danza, teatro músical y circo).
- Respalda y fomenta la aparición de colaboraciones entre las diferentes disciplinas de artes escénicas y sus organizaciones, tanto nacionales como internacionales.
- Establecimiento de oficinas internacionales y sucursales en todos los países.
- Documentación y divulgación de todo tipo de información y publicaciones referentes a las artes escénicas.
- Coopera activamente en el desarrollo del "teatro de las naciones" y anima y coordina la organización de congresos teatrales, talleres y reuniones de expertos, así como festivales, exposiciones y competiciones, a todos los niveles, y en cooperación con sus miembros.
- Defiende el desarrollo libre de las artes escénicas y contribuye a la protección de los derechos de los profesionales de artes escénicas.

## Organización
El ITI es una red compuesta actualmente por aproximadamente 92 centros en continua evolución. Cada uno de sus centros está conformado por profesionales en activo de la vida teatral de su respectivo país, con representación de todas las ramas de las artes escénicas, y realizan actividades e iniciativas tanto a nivel local como de manera internacional.
El Instituto también ha instituido diversos comités (foros, o grupos de trabajo) con el objetivo de centrarse en una área de especialización en concreto, como es el caso del Comité de Comunicación (ComCom) –dedicado al estudio del rol de los medios de comunicación en la promoción del teatro–, el Foro Monodramático Internacional (IMF) o el Comité Internacional de la Danza (IDC).

## Actividades destacadas
Desde 1961 el ITI estableció el Día Mundial del Teatro y, desde entonces, cada 27 de marzo encarga y difunde un manifiesto a nivel internacional que se lee a lo largo y ancho del globo.